# Pekka Tarjanne

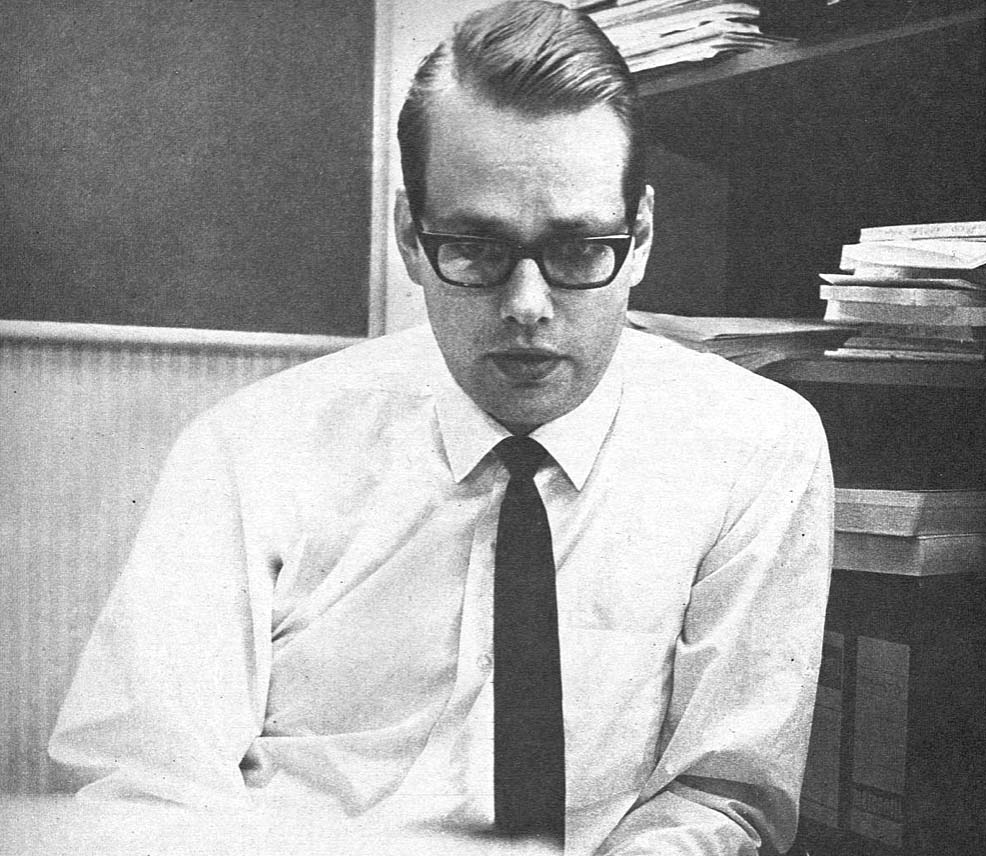
Pekka Tarjanne år 1968.

Pekka Johannes Tarjanne, född 19 september 1937 i Stockholm, död 24 februari 2010 i Esbo, var en finländsk fysiker, politiker och ämbetsman. 
Tarjanne blev student 1955, diplomingenjör 1960, teknologie licentiat 1961 och teknologie doktor 1962. Han var professor i teoretisk fysik vid Uleåborgs universitet 1965–1966 och vid Helsingfors universitet 1967–1977, men lämnade därefter den akademiska karriären för att ägna sig åt politiken. Han var ordförande i Liberala folkpartiet 1968–1978, ledamot av Finlands riksdag 1970–1977 och trafikminister i Kalevi Sorsas regering 1972–1975. Han blev 1977 generaldirektör för Post- och telestyrelsen och utsågs 1989 till generalsekreterare för Internationella teleunionen (ITU), en befattning han innehade fram till 1999.
Tarjanne var dotterson till inrikesministern Heikki Ritavuori. Tarjanne gifte sig 1962 med Kari Kairamos syster Aino. Paret fick fyra barn. Tarjanne invaldes 1986 som utländsk ledamot av svenska Kungliga Ingenjörsvetenskapsakademien. Han är begravd på Sandudds begravningsplats i Helsingfors.

## Utmärkelser
- Kommendörstecknet av Finlands Vita Ros’ orden,  6 december 1978[4]
- Militärens förtjänstmedalj,  4 juni 1981[5]
- Storkorset av Finlands Lejons orden,  6 december 1998[6]
- Kommendör av Hederslegionen,  1999[7]

[Redigera Wikidata]

### Webbsidor
- ”Pekka Tarjanne död”. Vasabladet. 19 mars 2010. Arkiverad från originalet den 29 april 2013. http://archive.is/2013.04.29-205016/http://www.vasabladet.fi/Story/?linkID=106915.